# Loi Jourdan-Delbrel
Pour les articles homonymes, voir Jourdan.
La loi Jourdan-Delbrel (retenue Loi Jourdan) du 5 septembre 1798 (19 Fructidor an VI) est une loi instituant la « conscription universelle et obligatoire » de tous les Français âgés de 20 à 25 ans, c'est-à-dire le service militaire obligatoire. Le principe de cette loi — « Tout Français est soldat et se doit à la défense de sa patrie » — devait rester en vigueur à travers tous les régimes jusqu'en 1996.
Proposée sous le Directoire par les députés Pierre Delbrel et Jean-Baptiste Jourdan, elle était destinée à faire face à la grande démobilisation consécutive au 9 thermidor — 700 000 hommes en 1794, 380 000 en 1797.
Cette loi permettra à Napoléon Bonaparte d'alimenter les armées jusqu'en 1815.

## Extraits de la loi
Loi relative au mode de formation de l'armée de terre, du 19 fructidor, an VI de la République une et indivisible.
Titre premier : principes
- Tout Français est soldat et se doit à la défense de la patrie. (article 1)

- Hors le cas du danger de la patrie, l'armée de terre se forme par enrôlement volontaire et par la voie de la conscription militaire. (article 3)

Titre II : des enrôlements volontaires
- Peuvent s'engager volontairement dans l'armée les Français de 18 ans à 30 ans, muni d'un certificat de bonne conduite signé du maire de leur commune et du juge de paix.
- Les actes d'engagement volontaire sont enregistrés en mairie. Ils mentionnent l'identité du citoyen, sa taille, son domicile et son signalement physique.

Titre III : de la conscription militaire
- La conscription militaire comprend tous les Français depuis l'âge de 20 ans accomplis jusqu'à celui de 25 ans révolus. (article 15)

Titre IV : mode d'exécution
- Les administrations des communes et des cantons doivent dresser des tableaux sur lesquels seront inscrits tous les Français de leur arrondissement qui ont 20 ans (article 24).
- À partir de ces tableaux, les administrations centrales formeront classe par classe les tableaux généraux des conscrits de leurs départements respectifs (article 26).

### Webographie recommandée
- La Documentation française, « Chronologie », Service civil volontaire ou service civil obligatoire ?, 16 octobre 2006 (consulté le 24 février 2014)